# 津田元嘉
津田 元嘉（つだ もとよし）は、戦国時代から安土桃山時代にかけての武将。織田氏の家臣。

## 生涯
津田元貞の長男として誕生。尾張国の出身で、義兄にあたる織田信長に仕えた。主に奉行として用いられた。
天正元年（1573年）8月、朝倉氏を滅ぼした信長は羽柴秀吉、明智光秀、滝川一益の三名を越前国仕置きのために派遣したが、仕置きを済ませた三人が越前を去ると、織田家の代官として北ノ庄にとどめ置かれたのが木下祐久、三沢秀次、元嘉の3名であった。三名はそれぞれ仕置きを担当した羽柴、明智、滝川の代官であり、元嘉は兄弟が滝川家臣であることなどから一益の代官であったと見られている。当時、越前の守護代には桂田長俊（前波吉継）が任じられていたが、越前の政務の実態は信長の朱印状に基づいて北ノ庄の三人の代官が政務を執行しており、寺領の安堵や年貢・諸公事を収納することの認可を三代官の連署で許可していたりと、越前支配の実権は三代官が掌握していた。
そうした事情もあって、天正2年（1574年）1月に越前一向一揆が勃発した際には、名目上の守護代であった桂田長俊を討ち果たした富田長繁ら一揆勢は次の標的として、北ノ庄の三代官の命を狙った。北ノ庄を包囲された元嘉らは絶体絶命の危機に立たされたが、安居景健、朝倉景胤らの説得によってどうにか一揆勢と和睦することができ、三代官は北ノ庄を明け渡すと京都へと逃げ帰った。
天正10年（1582年）、甲州征伐後の4月3日に織田信忠の命で長谷川与次、関成重、赤座永兼と共に六角義治や武田の残党を匿った恵林寺僧衆御成敗奉行に任じられ、寺中の人間を老若問わずに山門に登らせると、回廊から干草をうず高く積み上げて火を放ち、快川紹喜ら150名を生きたまま焼き殺している。同年6月2日、本能寺の変で二条新御所を守り信忠と共に明智軍と戦って討死した。